# Lancha de desembarco

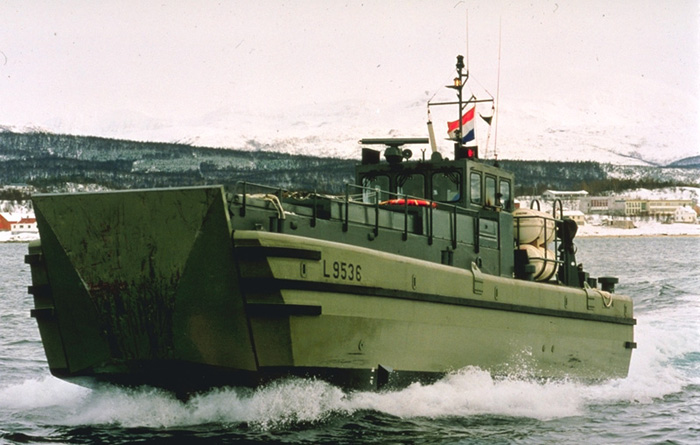
Barcaza de desembarco de los Países Bajos.

Las barcazas de desembarco son embarcaciones de tamaño mediano usadas para transportar un fuerza de desembarco compuesto de tropas, vehículos y equipamiento, desde el mar hacia la costa durante un asalto anfibio. Son indispensables en acciones anfibias, como las realizadas en Normandía y las islas del Pacífico durante la Segunda Guerra Mundial. Esta época fue el punto álgido del uso de barcazas de desembarco, con una significativa cantidad de diferentes diseños producidos en grandes cantidades por Estados Unidos y el Reino Unido.
Una barcaza de desembarco según el Diccionario de la RAE es "Barco de poco calado con portón abatible para el desembarco de tropas o armamento".
La barcaza siempre es con fondo plano y poco calado, bordas rectas, bastante ancha en relación con su longitud, de velocidad lenta. Etimológicamente, proviene de barca, siendo una barca mucho más grande. La lancha es una embarcación más pequeña, más rápida, más ágil y más estable en el mar, debido a su casco más hidrodinámico y a que no tiene el fondo plano, tiene quilla. Por ejemplo, las Daihatsu sí son lanchas de desembarco.
Debido a la necesidad de avanzar sobre una playa designada, las barcazas de desembarco de la Segunda Guerra Mundial tenían el fondo plano y poco calado, muchos diseños tenían su parte frontal aplanada con una rampa que se podía bajar, en vez de una proa normal. Estas características hacen que fueran difíciles de controlar, sobre todo mar picado. 

## Historia

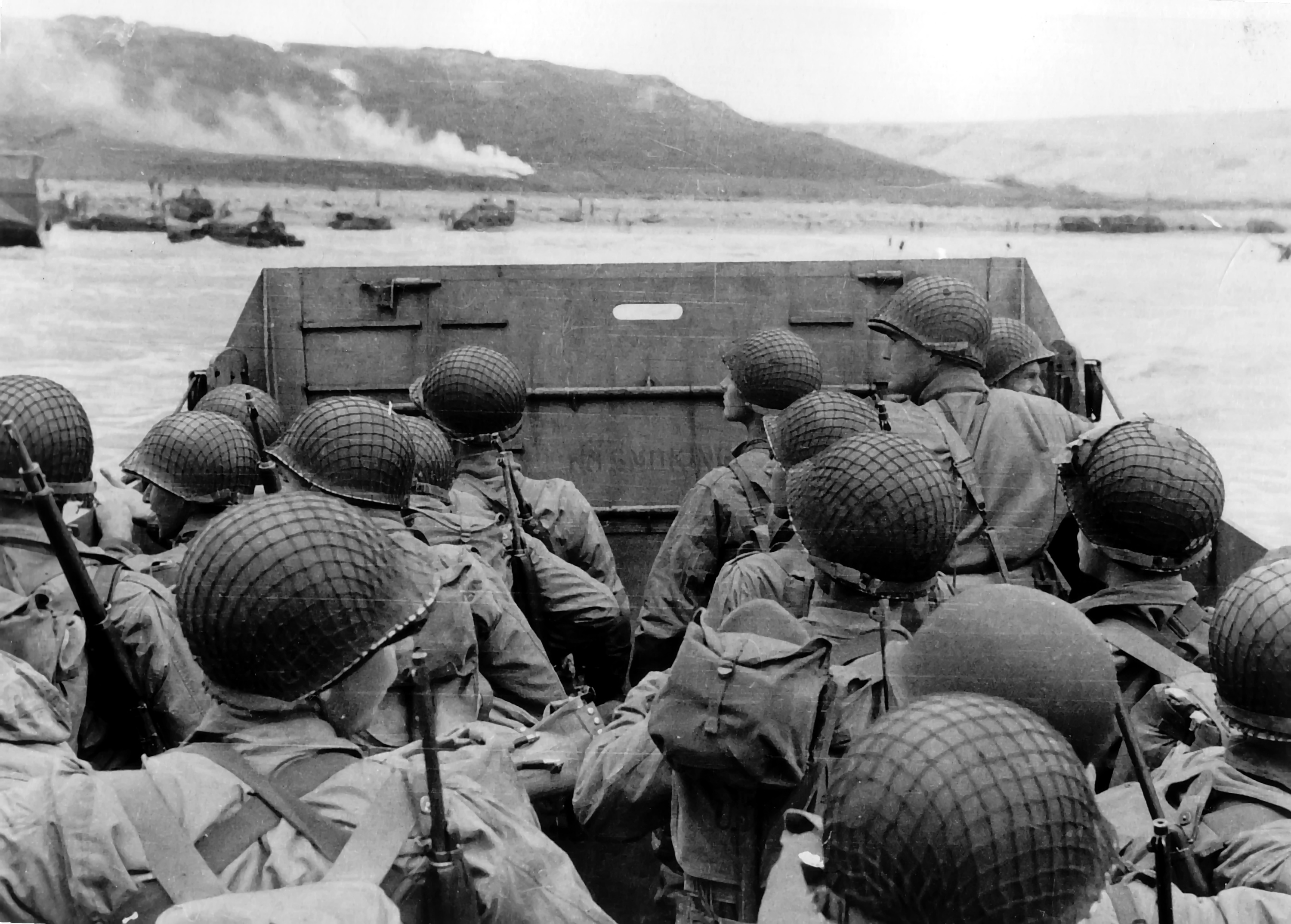
Barcaza de desembarco usada durante la Invasión de Normandía en la Segunda Guerra Mundial.

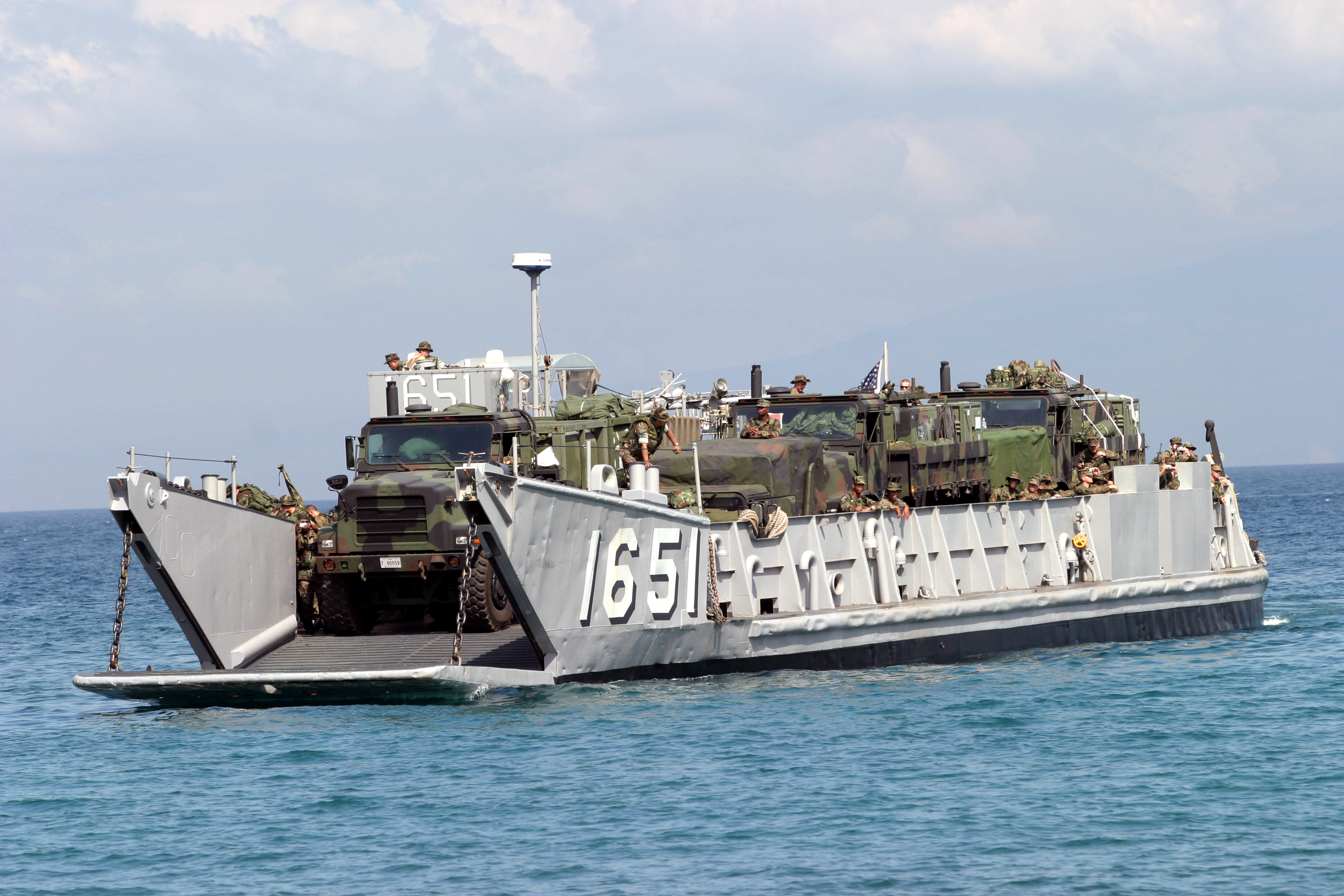
Una Barcaza de desembarco utilitaria de la Armada de Estados Unidos se aproxima para descargar abastecimientos y equipos durante un ejercicio en Ternate, Cavite, Filipinas.

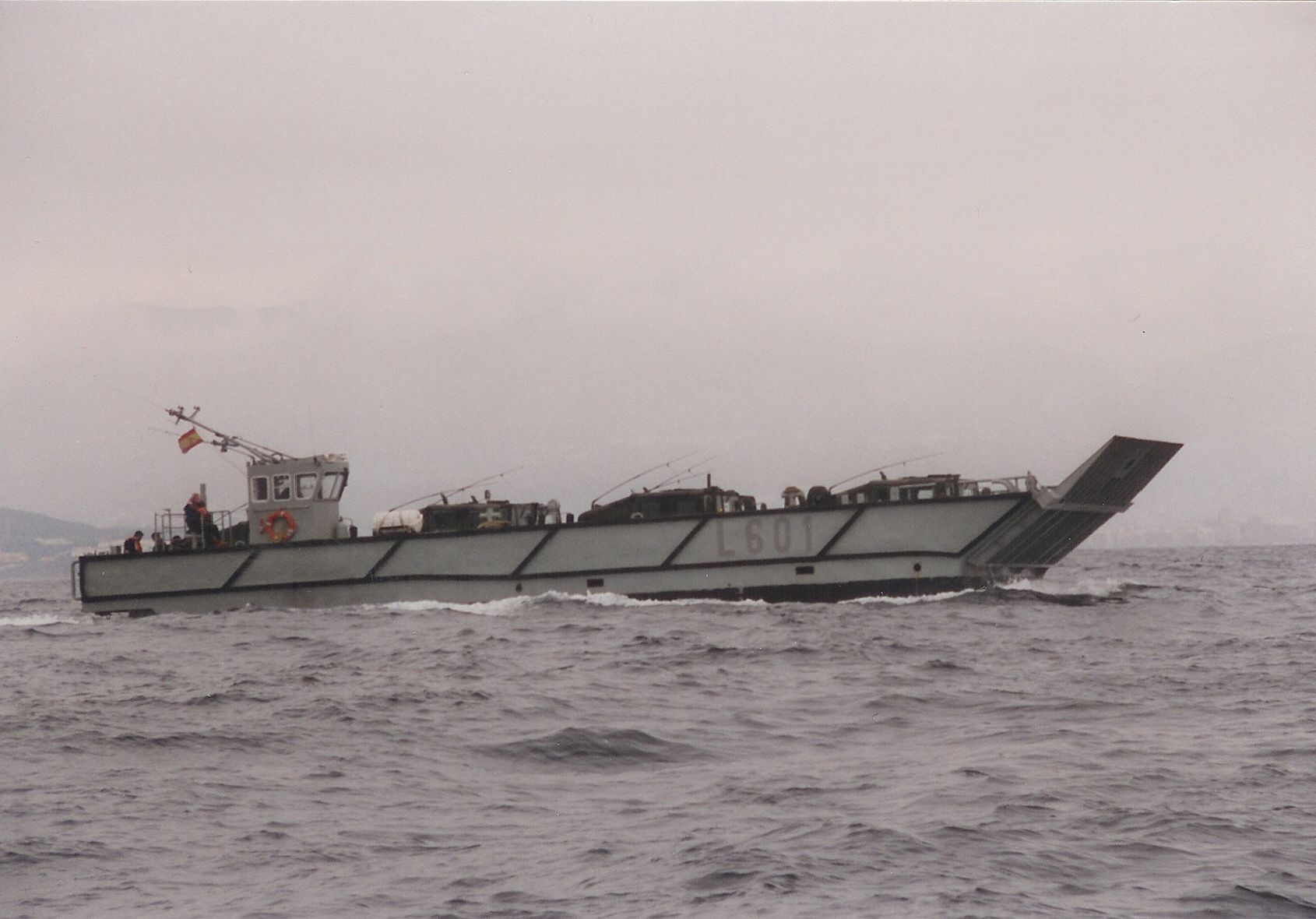
Barcaza de desembarco española LCM-1E.

### Origen

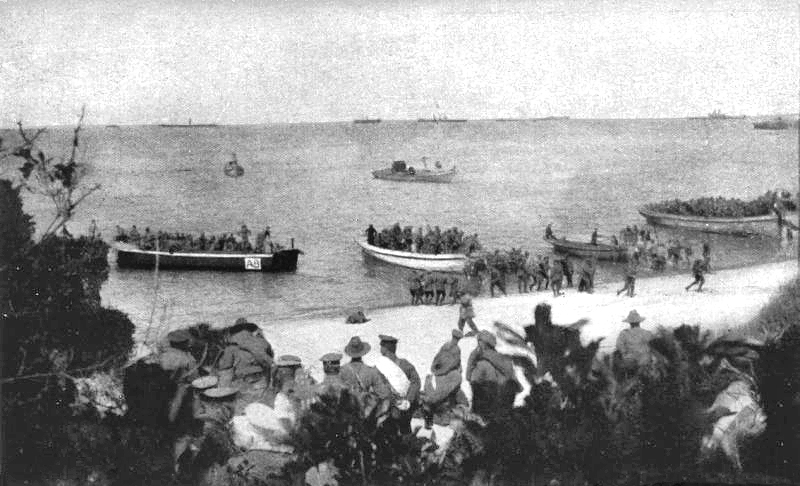
Playa Anzac 4° Bn de desembarco 8am 25 de abril de 1915.

En los días de la navegación a vela, los botes o barcas de la nave era usados como barcas de desembarco. Estas barcas a remo eran suficientes, si bien algo ineficientes, en una época en la que los infantes de marina eran efectivamente infantería ligera, principalmente participando en campañas a pequeña escala en alejadas colonias contra mal equipados oponentes nativos[cita requerida].
Con el propósito de apoyar las operaciones anfibias durante el desembarco en Pisagua  y transportar significativas cantidades de carga y desembarcar las tropas directamente en una costa no preparada, el gobierno de Chile construyó barcazas de desembarco de fondo plano, llamadas chalanas. Estas transportaron 1200 hombres en el primer desembarco y recibieron 600 hombres adicionales en menos de dos horas para el segundo desembarco.: 40 
Sin embargo durante la Primera Guerra Mundial, la movilización en masa de tropas equipadas con armas de disparo rápido convirtió rápidamente a aquellos botes en obsoletos. En febrero de 1915 se impartieron órdenes para el diseño de embarcaciones de desembarco construidas específicamente para ese propósito. Se creó un diseño en cuatro días que resultó en un pedido de 200 Lighters X (en español: Ligeros X) con una proa en forma de cuchara para encallarse en las playas y dejar caer una rampa frontal. El primer uso ocurrió después de que estas embarcaciones fueron remolcadas al mar Egeo y se emplearon exitosamente en los desembarcos del 6 de agosto en Suvla, batalla de Galípoli.
Los X Lighters, llamados por los soldados 'escarabajos', desplazaban 135 toneladas y estaban basados en las barcazas londinenses de 32,20 m de largo, 6,4 m de ancho y 2,29 m de calado. Los motores normalmente consumían fuel-oil pesado HFO, y podían funcionar con cualquier otro combustible que estuviera disponible. Algunos fueron convertidos para transportar agua potable y fueron renombrados L Lighters. Los británicos usaron cinco de estas embarcaciones durante la evacuación de Dunkerque.
Se desarrolló un plan para desembarcar carros de combate pesados británicos desde pontones en apoyo durante la Tercera Batalla de Yprés pero este fue abandonado.
Los británicos produjeron la Barcaza de Desembarco de vehículos de Motor MLC  (en inglés: Motor Landing Craft) en el año 1920, la cual podía poner directamente en la playa los tanques medios de esa época. Desde el año 1924 son usadas barcazas de desembarco en los ejercicios anuales de desembarcos anfibios. Más tarde fue llamada Landing Craft, Mechanized (LCM). En la década de 1930, el Ejército Británico llevó a cabo ejercicios de asalto anfibio de nivel de división. Después de una investigación realizada por el Centro de Entrenamiento y Desarrollo Inter-Servicios (en inglés: Inter-Service Training and Development Centre) en el año 1938 fue diseñada una embarcación usada para el desembarco de infantería, la Barcaza de desembarco de asalto (en inglés: Landing Craft Assault) y un nuevo diseño para desembarcar un carro de combate, la Barcaza de Desembarco de vehículos Mecanizados (en inglés: Mechanized Landing Craft (o LCM 1).
Estados Unidos revivió y experimentó la aproximación moderna a la guerra anfibia entre el año 1913 hasta mediados de la década de 1930, cuando la Armada de Estados Unidos y el Cuerpo de Infantería de Marina se interesaron en establecer bases avanzadas en países enemigos durante tiempo de guerra; la Base Avanzada de la Fuerza (en inglés: Advanced Base Force) prototipo evolucionó oficialmente en la Fuerza de Marines de la Flota (en inglés: Fleet Marine Force, FMF) en el año 1933. En el año 1939, durante los Ejercicios de Desembarco de la Flota (en inglés: Fleet Landing Exercises), el FMF se interesó en el potencial militar del diseño de Andrew Higgins de una barca con motor de poco calado. Estas LCVP, apodadas las 'Barcas de Higgins', fueron revisadas y autorizadas por la Oficina de Construcciones y Reparaciones Navales de Estados Unidos. Rápidamente, las barcazas Higgins fueron desarrolladas en un diseño final con una rampa y fueron construidas en grandes cantidades.

## Tipos de la Segunda Guerra Mundial
La Barcaza de Desembarco de Navegación (en inglés: Landing Craft Navigation, LCN) de nueve toneladas fueron usadas por las "Partidas de Pilotaje de Asalto de Operaciones Combinadas" (en inglés: Combined Operations Assault Pilotage Parties) británicas (tripuladas por los Royal Marines y Special Boat Service) para explorar los sitios de desembarco.
Las Barcazas de Desembarco de Control (en inglés: Landing Craft Control, LCC) eran embarcaciones de 56 pie (17 m) de la Armada de Estados Unidos, que solo transportaban una tripulación de Exploradores e Incursores y el recientemente desarrollado radar. Su trabajo principal consistía en encontrar y seguir las rutas más seguras hacia la playa, sendas que habían sido limpiadas de obstáculos y minas. Había solo ocho de estos en toda la invasión de Normandía (dos por cada playa). Después de liderar la primera ola, estas embarcaciones regresaron y llevaron a la segunda ola. Después de esto, fueron utilizadas como recursos de mando y control de propósito general durante el resto de la invasión.
Las barcazas de desembarco  eran complementadas por los vehículos anfibios tales como el vehículo de desembarco de tracción por orugas (Landing Vehicle Tracked, LVT) diseñado por Estados Unidos, un transporte de personal anfibio (algunas veces blindado). Estos tenían una capacidad de transportar tres toneladas. Los británicos introdujeron su propio anfibio, llamado Terrapin.
La barcaza de desembarco más pequeña estadounidense era la Barcaza de Desembarco para Personal, Grande (en inglés: Landing Craft Personnel, Large, LCPL) de 10 toneladas. La más pequeña británica era la Barcaza de Desembarco de Asalto (en inglés: Landing Craft Assault, LCA) de 13 toneladas. Estas eran barcazas pequeñas que eran transportadas por buques más grandes y bajadas al agua frente a la playa objetivo. Normalmente, transportaban a 36 soldados totalmente equipados. Algunas veces la LCPL venía con una cabina de pilotaje cerrada y a menudo era usada como bote de mando. Carecía de una rampa de carga, pero la LCA si la tenía.
La Barcaza de Desembarco de Vehículos y Personal (en inglés: Landing Craft Vehicle and Personnel, LCVP) estadounidense, también conocida como un Higgins Boat (en castellano: Barcaza Higgins), era una variante más flexible de la LCPL con una amplia rampa. Podía transporta 36 soldados, un vehículo pequeño como un Jeep o una cantidad equivalente de carga.
La Barcaza de Desembarco de vehículos Mecanizado LCM (en inglés: Landing Craft, Mechanized) era más grande (36 toneladas), capaz de transportar un tanque pequeño o 100 soldados.
Ninguna de las embarcaciones anteriores era capaz de realizar un viaje más largo que aproximadamente entre 6 y 12 horas, principalmente por limitaciones en la cantidad de combustible transportada. La Barcaza de Desembarco de Uso General (en inglés: Landing Craft Utility, LCU) es usada para transportar equipos y tropas hacia la costa. Estas son capaces de transportar vehículos con orugas o de ruedas, y tropas desde los buques de asalto anfibio hasta las cabezas de playa o muelles.

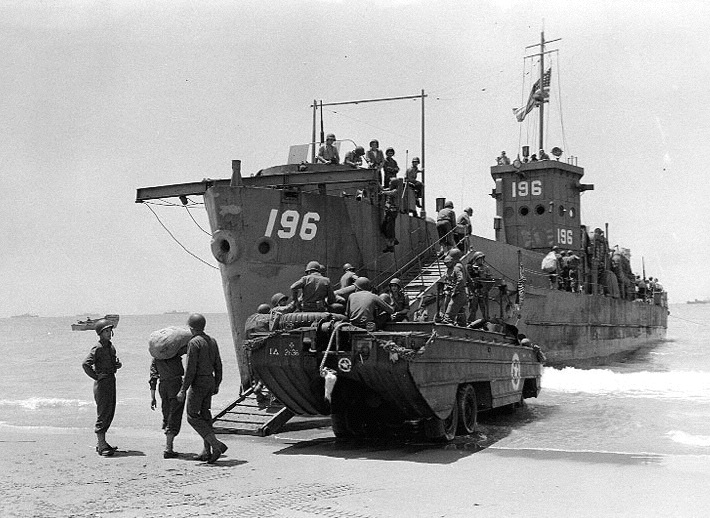
La LCI(L) 196 y un DUKW durante la invasión de Sicilia en el año 1943 durante la Segunda Guerra Mundial.

También estaba el Barco grande de desembarco de Infantería (en inglés: Landing Craft Infantry (Large) o LCI(L)), capaz de realizar viajes largos por sí misma. Algunas zarparon directamente desde el Reino Unido para tomar parte en los desembarcos de la Operación Torch y en las operaciones de salto de islas realizada por la Armada de Estados Unidos a través del Pacífico. Las LCI(L) tenían aproximadamente 158 pies (48 m) de largo, 23 pies (7 m) de ancho y transportaban aproximadamente 200 soldados. Existían varios subtipos de embarcaciones, con la versión de transporte de infantería de la LCI(L) siendo la más frecuente, pero también sirvieron como plataforma de lanzamientos de cohetes (LCI(R)) y para instalar morteros (M) y cañones (G), así como buque insignia de flotilla (FF). Mientras que estaba diseñada para encallar en la playa, estas tendían a tener una proa normal con rampas instaladas a cada lado para que las tropas pudieran descender. Las LCI fueron reclasificadas por Estados Unidos como Buque de Desembarco de Infantería (en inglés: Landing Ship Infantry, LSI) en el año 1949.
Una de tamaño similar era la Barcaza de desembarco de tanque LCT (en inglés: Landing Craft Tank), que podía transportar hasta cuatro tanques u otros vehículos. Estas tenían una rampa al frente que se bajaba para que los vehículos pudieran descender a la playa. Un espacio abierto detrás de la rampa, la cubierta de tanques, era donde se ubicaban los vehículos. Existían muchos diseños y tamaños diferentes.
El siguiente paso en tamaño era la Buque de Desembarco TanquesLST (en inglés: Landing Ship Tank). Este llevaba más vehículos que la LCT (20 en las versiones estadounidenses) y poseían proas de aspecto normal, aunque realmente las proas estaban formadas por puertas que se abrían para que se pudiera desplegar una rampa de bajada. Totalmente cargada, estos buques desplazaban más de 3.000 toneladas, esto era más que lo que desplazaban cualquier destructor de la Armada Real de ese período.
Finalmente, tenemos el Buque dique de Desembarco Dique LSD (en inglés: Landing Ship Dock, LSD), que poseía un gran compartimiento abierto en la parte trasera. Al abrir una puerta en la popa e inundando compartimientos especiales hacía que esta área fuera accesible desde navegando directamente desde el mar para embarcaciones del tamaño de las LCI, permitiéndoles entrar y salir usando sus propias medio de propulsión. La nomenclatura británica inicial usaba diferentes tipos de nombres que llevaron al uso de variaciones tales como Barcaza de Desembarco de Asalto (en inglés: Assault Landing Craft), Barcaza de Desembarco de Infantería (en inglés: Infantry Landing Craft) y Barcaza de Desembarco Tanques (en inglés: Tank Landing Craft).
Debido a su pequeño tamaño, la mayoría no recibía nombres y simplemente les eran asignados números, por ejemplo: LCT 304. Los LST eran una excepción a esto, dado que eran de un tamaño similar a la de un crucero pequeño. Tres LST construidos por los británicos también fueron bautizados como HMS Bóxer, HMS Bruiser y HMS Thruster, que eran más grandes que el diseño estadounidense. También estaban equipados con chimeneas adecuadas.

### Armamento
Muchos DUKW fueron equipadas con ametralladoras antiaéreas Browning calibre .50. A las tripulaciones de las LCA les entregaban ametralladoras Lewis calibre .303 para ser usadas como protección antiaérea, o contra blancos costeros montada en una posición protegida en la parte delantera a babor de la embarcación. Los modelos posteriores estaban equipadas con dos morteros de 2 pulgadas (51 mm) y dos ametralladoras Lewis o Bren de calibre.303. Las tripulaciones de las LCM 1 estaban equipadas con ametralladoras Lewis, y muchas LCM 3 tenían montadas ametralladoras Browning calibre.50 para protección antiaérea. También se presentaban oportunidades para que las tropas a bordo pudieran usar sus propias armas.
Las LCI y las LCT llevaban armas tales como el cañón de Oerlikon de 20 mm instalado a cada lado de la estructura del puente. Las LST tenían un armamento más pesado.

### Lanchas de desembarco de la Armada Imperial Japonesa
La Armada Imperial Japonesa operó los siguientes tipos de lanchas de desembarco durante la Segunda Guerra Mundial:
- Chuhatsu
- Daihatsu
- Mokusei Daihatsu
- Shohatsu
- Toku Daihatsu

## Barcazas de desembarco especiales de la Segunda Guerra Mundial
Algunas barcazas de desembarco fueron convertidas para propósitos especiales ya fuera para proteger a otras lanchas de desembarco durante los ataques o como armas de apoyo durante los desembarcos.

### Barcaza de desembarco de asalto (erizo)
La LCA(HR) (en inglés: Landing Craft Assault, Hedgehog) era una LCA británica convertida. Estaba equipada con una batería de 23 morteros de espiga, el arma antisubmarina Erizo de la Armada Real, en vez de tropas. Los morteros eran disparados como una barrera hacia la playa para limpiar las minas y otros obstáculos ubicados en ella. Habiendo disparado sus morteros y terminado con su servicio, la LCA(HR) dejaría el área de la playa. Ellas eran remolcadas a la playa objetivo por medio de embarcaciones más grandes, tales como un LCT, mientras se usaban equipos de asalto de los Ingenieros Reales equipados con sus vehículos y equipos especializados para completar la limpieza de la playa.
Fueron usadas tres flotillas (compuestas de 18, 18 y 9 embarcaciones) en las playas Juno, Gold y Sword.

### Barcaza de desembarco antiaérea

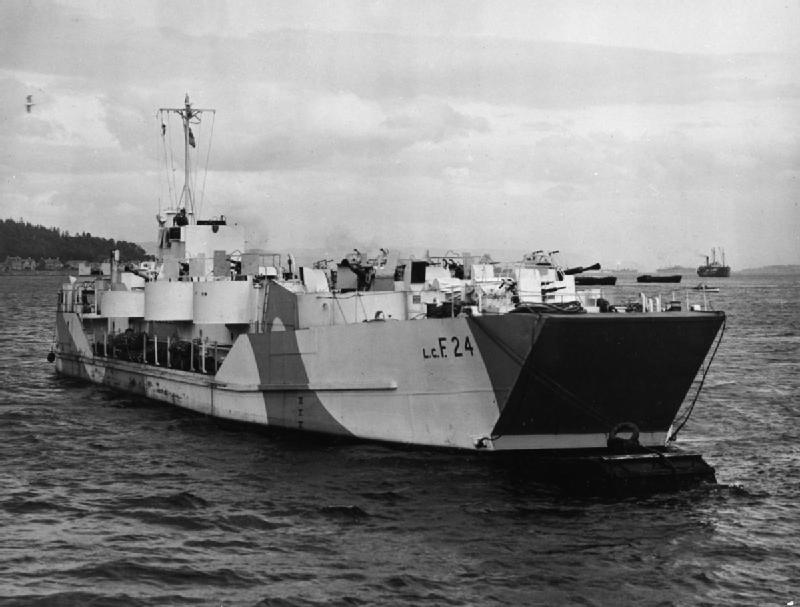
LCF 24

La Barcaza de Desembarco Antiaérea (en inglés: Landing Craft Flak, LCF) era una conversión de una LCT, con el propósito de dar apoyo antiaéreo al desembarco. Ellas fueron usadas por primera vez en el desembarco de Dieppe a principios del año 1942. La rampa era soldada y se construía una cubierta encima de la cubierta de tanques. Estaban equipadas con varios cañones antiaéreos ligeros, una configuración típica era de ocho cañones de 20 mm Oerlikon y cuatro "pom-poms" QF de 2 libras y tenían una tripulación de 60. En los ejemplares británicos la operación de la embarcación era la responsabilidad de la tripulación de Real Armada y los cañones eran operados por Infantes de Marina. Estas eran comandadas por dos oficiales de la Armada y dos oficiales de la Infantería de Marina.

### Barcaza de desembarco artillada

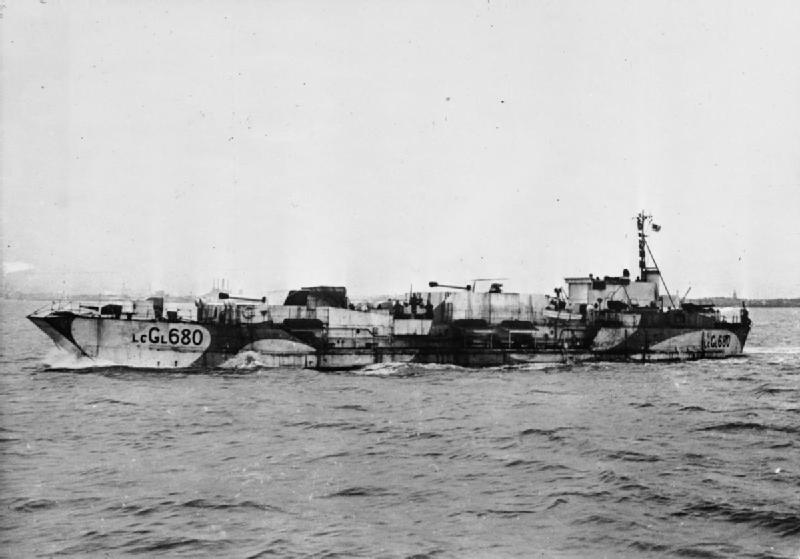
LCG (L) 680

La Barcaza de Desembarco Artillada (en inglés: Landing Craft Gun, LCG) fue otra conversión de una LCT, ideada con el propósito de dar apoyo artillero al desembarco. Además del armamento de cañones antiaéreos Oerlikon de 20 mm normal de una LCT, cada LCG(Media) tenía instalado dos cañones-howitzer de 25 libras en montajes blindados, mientras que las LCG(L)3 y LCG(L)4 ambas tenían dos cañones navales de 4,7 pulgadas (119,4 mm). La tripulación era similar a la de la LCF. Las LCG jugaron un muy importante papel en las operaciones de Walcheren en octubre de 1944.

### Barcaza de desembarco lanzacohetes
La Lancha de Desembarco Tanques (Lanzacohetes) (en inglés: Landing Craft Tank (Rocket), LCT(R)), era una LCT modificada para llevar una gran cantidad de lanzadores para usar los cohetes británicos RP-3 de "60 libras (27 kg)" montados sobre la cubierta de tanques. Todo el conjunto de lanzadores sumaban más de 1.000 y las recargas totalizaban 5.000 unidades mantenidas bajo cubierta. Se decía que el poder de fuego era equivalente al proporcionado por 80 cruceros ligeros o 200 destructores.
El método de operación era anclar frente a la costa apuntado hacia donde se iba a realizar el desembarco. La distancia a la playa era medida usando un radar y se ajustaba la elevación de los lanzadores de acuerdo a la distancia calculada. La tripulación se protegía bajo cubierta, excepto por el oficial al mando que se instalaba en un espacio protegido para disparar los lanzadores, la secuencia de lanzamiento era activada eléctricamente. El lanzamiento podía incluir a todo el conjunto de lanzadores o filas individuales de cohetes.
Una recarga completa era una operación muy intensiva en mano de obra y al menos una LCT(R) se puso al lado de un crucero para obtener la ayuda de una partida de trabajo proporcionada por el buque más grande para asistirlo en el proceso de recarga.

### Barcaza desembarco de apoyo

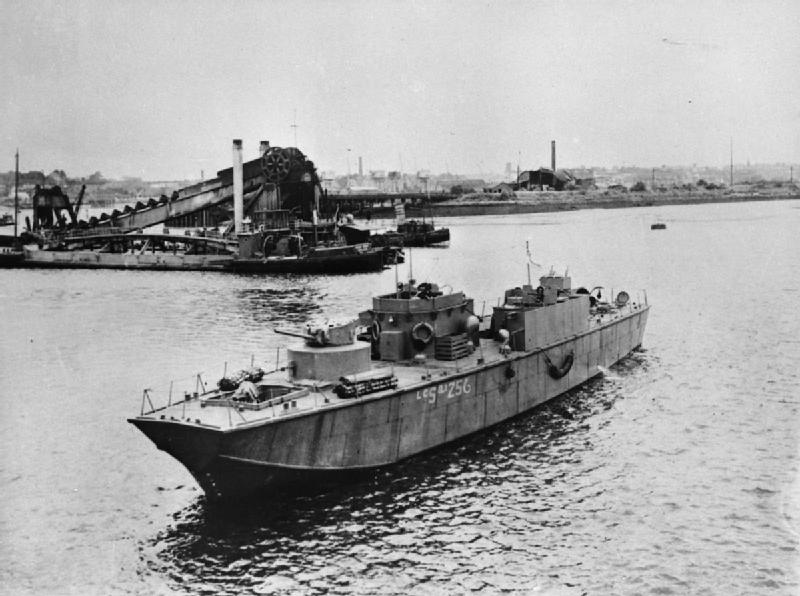
LCS 256 - una LCS(L)

Las Barcaza de Desembarco de Apoyo (en inglés: Landing Craft Support, LCS) eran usadas para dar apoyo de fuego cercano a las operaciones de desembarco.
Las Barcaza de Desembarco de Apoyo (Media) (en inglés: Landing Craft Support (Medium), LCS(M)), Mark 2 y Mark 3 fueron usados por las fuerzas británicas en las operaciones de desembarco de Normandía. Las tripulaciones pertenecían a la Armada Real y los Infantes de Marina Reales operaban las armas: dos ametralladoras Vickers de 0,5 pulgadas (12,7 mm) y un mortero de 4 pulgadas (102 mm) para disparar proyectiles de humo.
A la Barcaza de Desembarco de Apoyo (Grande) Fairmile H (en inglés: Landing Craft Support, Large, LCS(L)) se le agregó blindaje a su casco de madera y una torreta con un cañón antitanque instalada en ella. La LCS(L) Mark 1, tenía una torreta de un auto blindado Daimler con su cañón QF de 2–libras (40 mm). El Mark 2 tenía un cañón antitanque QF de 6–libras (57 mm).
La barcaza de desembarco de apoyo estadounidense era más grande, cada una armada con un cañón de 3 pulgadas (76 mm), varios cañones más pequeños y 10 lanzacohetes Mk 7.

### Bote de desembarco inflable
A menudo los botes inflables eran usados para desembarcar tropas en operaciones anfibias, que habían sido llevadas en transportes de alta velocidad y submarinos. Estados Unidos usó dos tipos de botes inflables, un Bote de Desembarco, Goma (Pequeño) (en inglés: Landing Craft, Rubber (Small), LCR-S) de 7 hombres y un Bote de Desembarco, Goma (Grande) (en inglés: Landing Craft, Rubber (Large), LCR-L) de 10 hombres.

## Las Barcazas de desembarco actuales

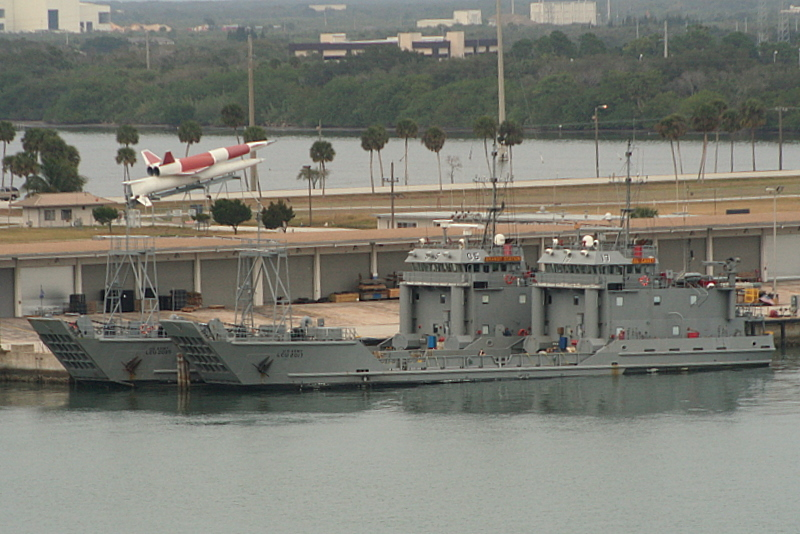
Embarcaciones pertenecientes al Ejército de Estados Unidos Brandy Station (LCU-2005) y El Caney (LCU-2017) atracadas en Puerto Cañaveral, Florida.

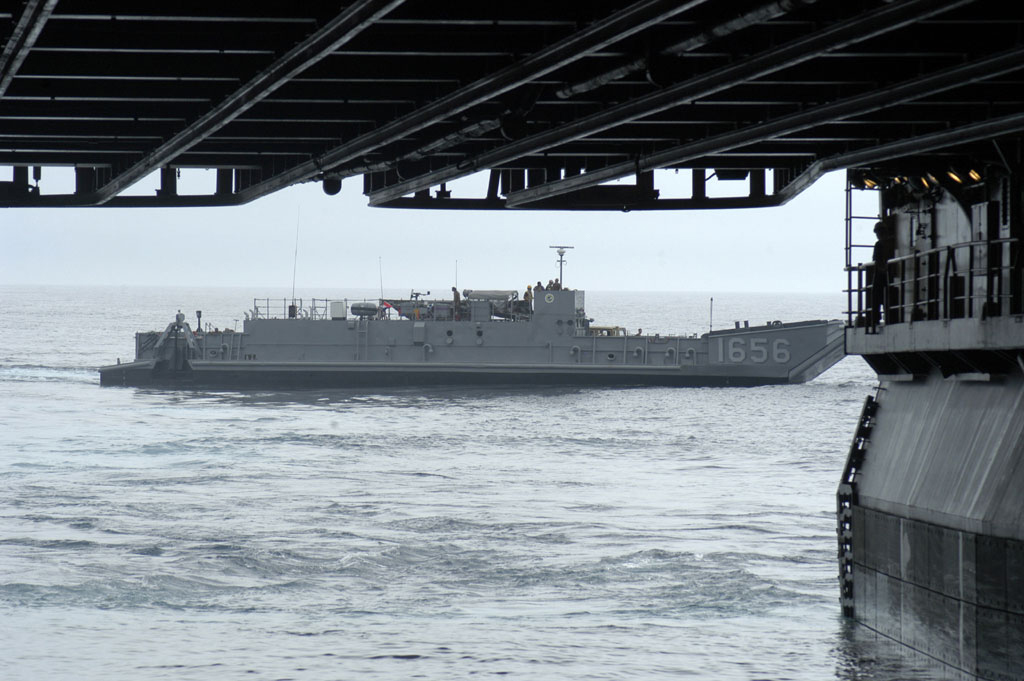
La LCU-1656 se aleja del pozo húmedo del durante las operaciones de ayuda después de ocurrido el Huracán Katrina en el año 2005.

### Barcazas anfibias de uso general y de desembarco de vehículos mecanizados
Las barcazas de desembarco y de uso general mecanizadas son  comúnmente conocidas como lanchas de desembarco o anfibias. Estas eran del mismo tipo utilizado durante la Segunda Guerra Mundial y mientras que las barcazas de desembarco de vehículos mecanizados actuales son similares en su construcción, se han realizado muchas mejoras. Normalmente usan motores diésel, las barcazas de desembarco (tales como la LCM-8 de la Armada de Estados Unidos) son capaces de llevar una carga militar de 183 toneladas a una velocidad de 22 km/h, pudiendo llevar equipos pesados tales como carros de combate M1 Abrams. Normalmente las barcazas de desembarco anfibio tienen instaladas varias ametralladoras o armas similares para ser usadas en defensa de las tropas y vehículos que lleva en su interior.

### Aerodeslizador de desembarco

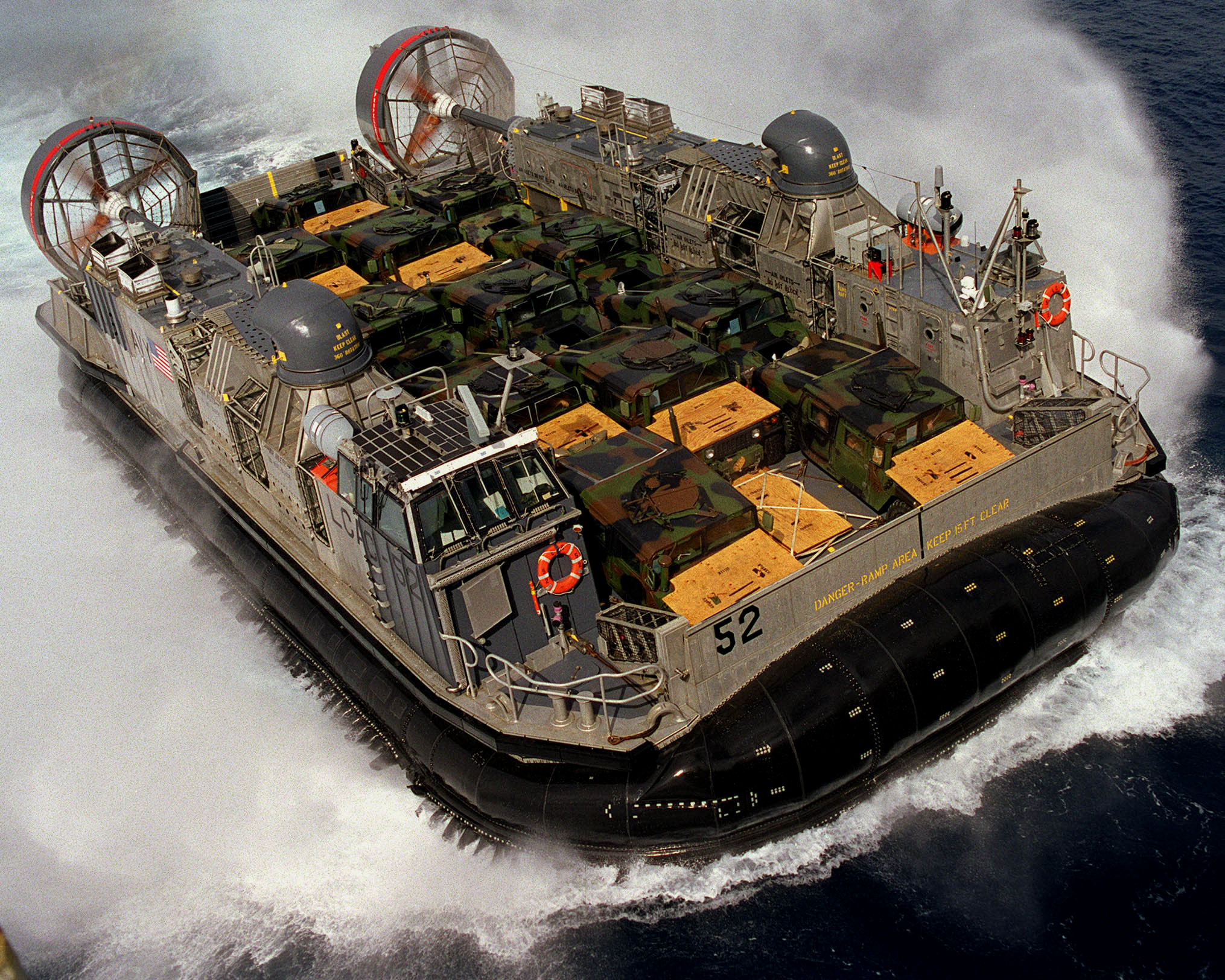
Una LCAC de la Armada de Estados Unidos.

Un aerodeslizador no es una embarcación de ningún tipo, no es un barco, ni una lancha, ni una barcaza.  Es un vehículo con colchón de aire que puede flotar y circular sobre playas, desiertos, campos de hierba, carreteras, marismas y el mar. 
Una LCAC  es un aerodeslizador multipropósito  de desembarco de vehículos 
que permite que las tropas, materiales y vehículos puedan tener acceso a más del 70 por ciento de la línea costera del mundo, mientras que las embarcaciones de desembarco tradicionales solo pueden acceder al 15 por ciento de dicha línea costera. Como las lanchas de desembarco mecanizadas, estas embarcaciones usualmente están equipadas con ametralladoras, aunque también pueden estar equipadas con lanzagranadas y armas pesadas. Este tipo de vehículos son usadas por la Armada de Estados Unidos, la Real Armada británica, la Armada de Rusia y la Armada Griega.

## Barcazas de desembarco

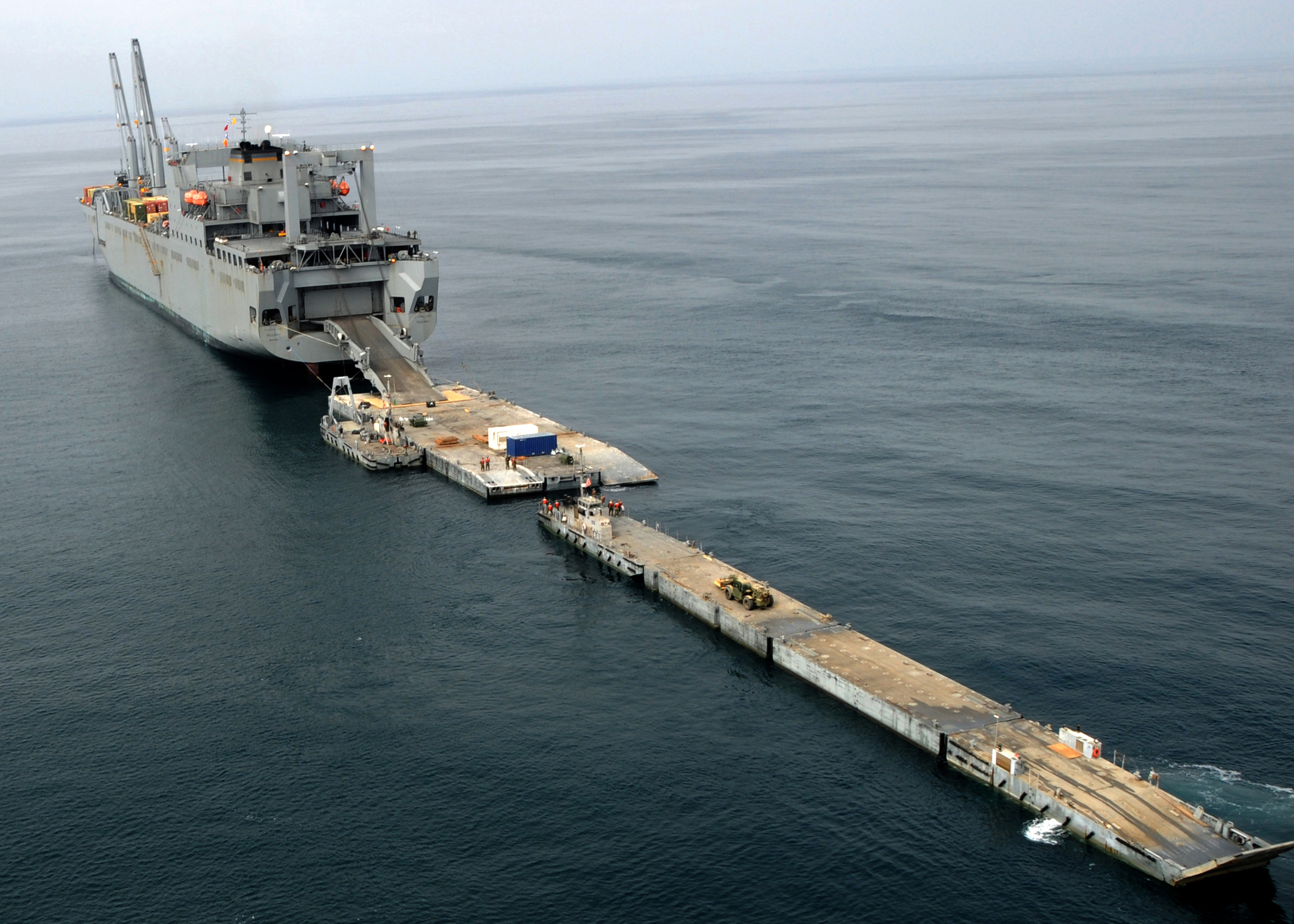
Sistema de traspaso de carga de la Armada de Estados Unidos - las actuales barcazas de desembarco.

Las barcazas de desembarco fueron adaptaciones para el desembarco de las barcazas del Támesis y de las gabarras británicas. En tamaño ellas estaban entre las botes de desembarco y de los buques de desembarco. Ellas fueron usadas en todas las playas durante los desembarcos en Normandía manejadas por tripulaciones británicas.
Algunas estaban equipadas con motores mientras que otras fueron remolcadas hasta las playas. Fueron usadas para la defensa, transporte, logística (comida, agua y combustible) y reparaciones (equipadas como talleres).
Aquellas equipadas para transportar vehículos estaban configuradas con una rampa instalada en la parte trasera y tenían que acercarse retrocediendo a las playas. Estas usaban otros buques y barcos de cabotaje para ser empujadas o retiradas desde las playas.
Dos flotillas fueron configuradas como "barcazas antiaéreas" para proporcionar defensa a las playas. Del mismo modo que las lanchas de desembarco, las barcazas estaban equipadas con cañones antiaéreos: dos Bofors de 40 mm y dos Oerlikon de 20 mm, con artilleros del ejército y tripulación de la armada.
La Barcaza de desembarco, cocina (en inglés: Landing Barge, Kitchen, LBK) estaba configurada con un gran superestructura que contenía una cocina. Con una tripulación de más de 20 tripulantes ellas podían transportar comida para 800 personas para una semana y proporcionar 1.600 comidas calientes y 800 comidas frías por día, incluyendo pan recién horneado.